# Halalaimus lutarus
Halalaimus lutarus är en rundmaskart som beskrevs av Vitiello 1970. Halalaimus lutarus ingår i släktet Halalaimus och familjen Oxystominidae. Inga underarter finns listade i Catalogue of Life.